# Batteleku
 (septembre 2024).
La mise en forme du texte ne suit pas les recommandations de Wikipédia : il faut le « wikifier ».
Les points d'amélioration suivants sont les cas les plus fréquents. Le détail des points à revoir est peut-être précisé sur la page de discussion.
- Les titres sont pré-formatés par le logiciel. Ils ne sont ni en capitales, ni en gras.
- Le texte ne doit pas être écrit en capitales (les noms de famille non plus), ni en gras, ni en italique, ni en « petit »…
- Le gras n'est utilisé que pour surligner le titre de l'article dans l'introduction, une seule fois.
- L'italique est rarement utilisé : mots en langue étrangère, titres d'œuvres, noms de bateaux, etc.
- Les citations ne sont pas en italique mais en corps de texte normal. Elles sont entourées par des guillemets français : « et ».
- Les listes à puces sont à éviter, des paragraphes rédigés étant largement préférés. Les tableaux sont à réserver à la présentation de données structurées (résultats, etc.).
- Les appels de note de bas de page (petits chiffres en exposant, introduits par l'outil «  Source ») sont à placer entre la fin de phrase et le point final[comme ça].
- Les liens internes (vers d'autres articles de Wikipédia) sont à choisir avec parcimonie. Créez des liens vers des articles approfondissant le sujet. Les termes génériques sans rapport avec le sujet sont à éviter, ainsi que les répétitions de liens vers un même terme.
- Les liens externes sont à placer uniquement dans une section « Liens externes », à la fin de l'article. Ces liens sont à choisir avec parcimonie suivant les règles définies. Si un lien sert de source à l'article, son insertion dans le texte est à faire par les notes de bas de page.
- La présentation des références doit suivre les conventions bibliographiques. Il est recommandé d'utiliser les modèles {{Ouvrage}}, {{Chapitre}}, {{Article}}, {{Lien web}} et/ou {{Bibliographie}}. Le mode d'édition visuel peut mettre en forme automatiquement les références.
- Insérer une infobox (cadre d'informations à droite) n'est pas obligatoire pour parachever la mise en page.

Pour une aide détaillée, merci de consulter Aide:Wikification.
Si vous pensez que ces points ont été résolus, vous pouvez retirer ce bandeau et améliorer la mise en forme d'un autre article.

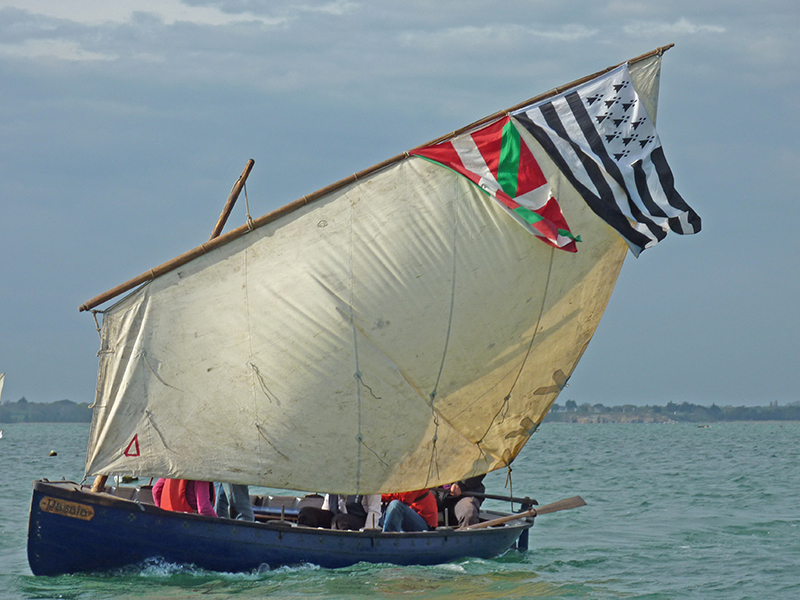
Batteleku baptisé Pasaia, naviguant sous voile construit par le chantier école Skol ar Mor à Mesquer en 2000

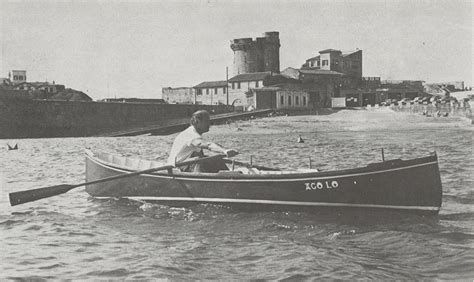
Batteleku Ago Lo construit en 1948 à Socoa par le chantier Ortiz et Ordoqui

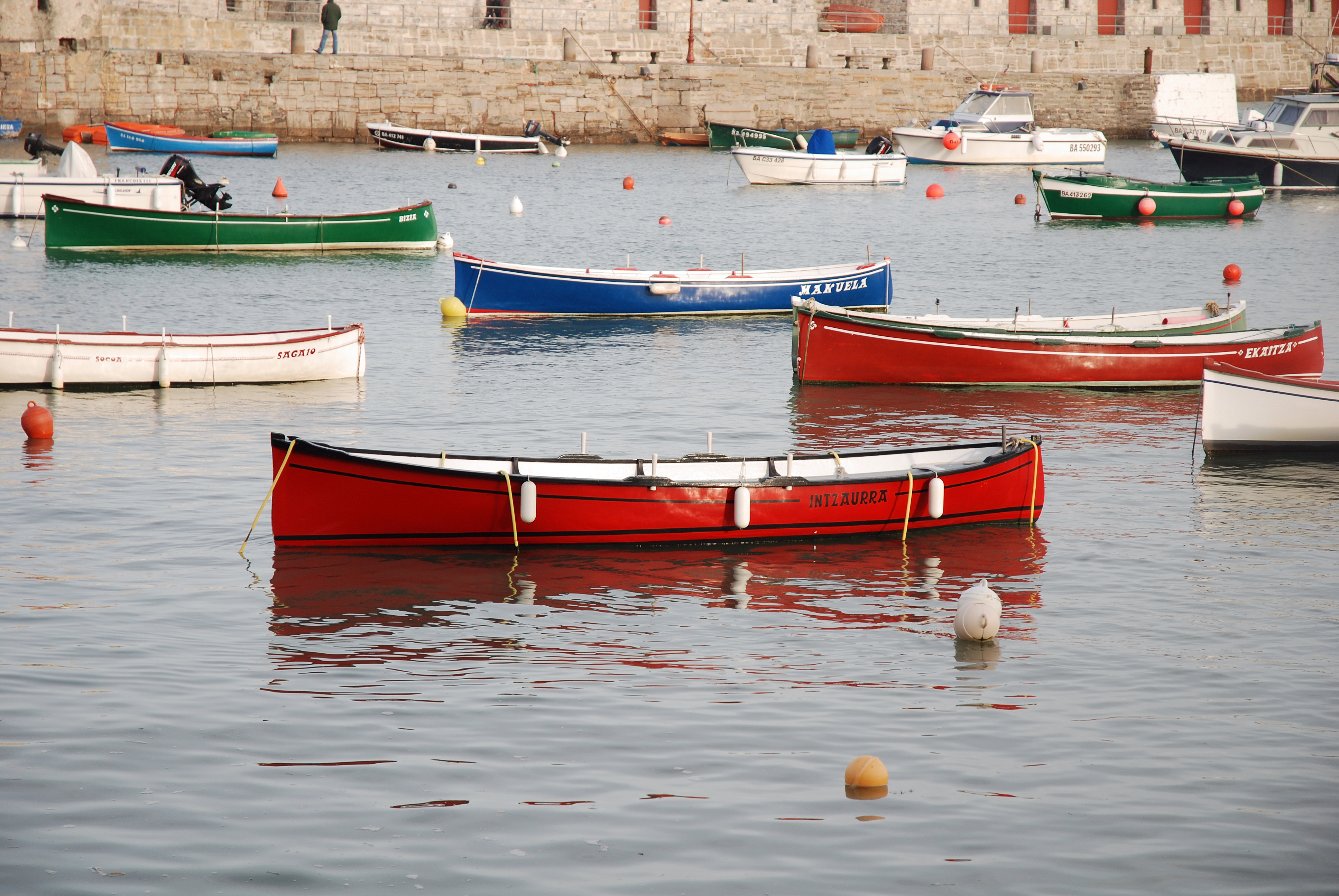
Battelekus dans le port de Socoa.

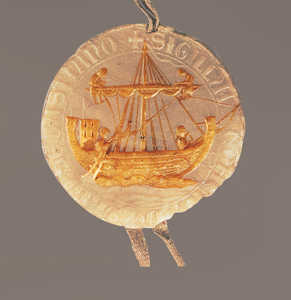
Sceau de la ville de San Sébastien de 1352 représentant un bateau basque attestant d'une tradition navale bien établie

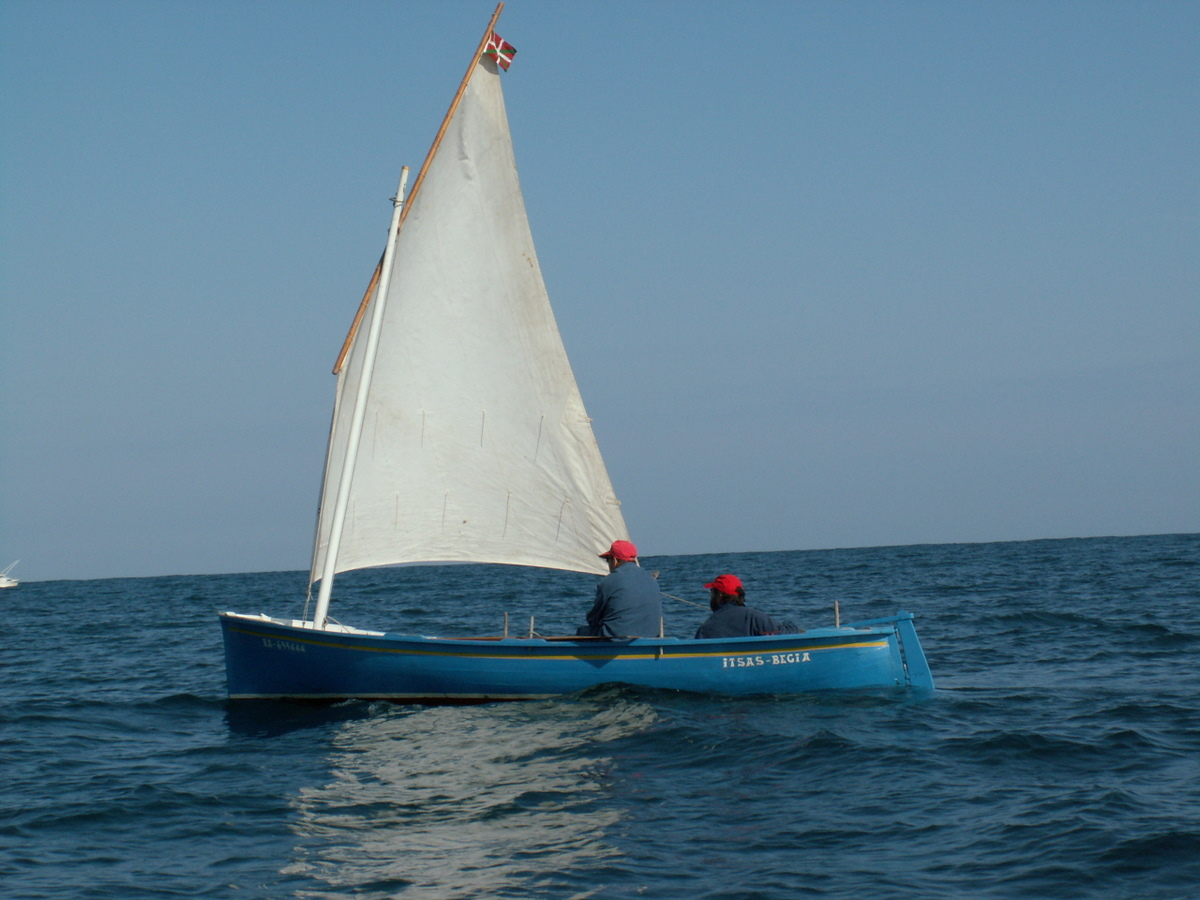
Batteleku baptisé Itsas Begia, construit en bois, par l'association du même nom naviguant sous voile en 2006

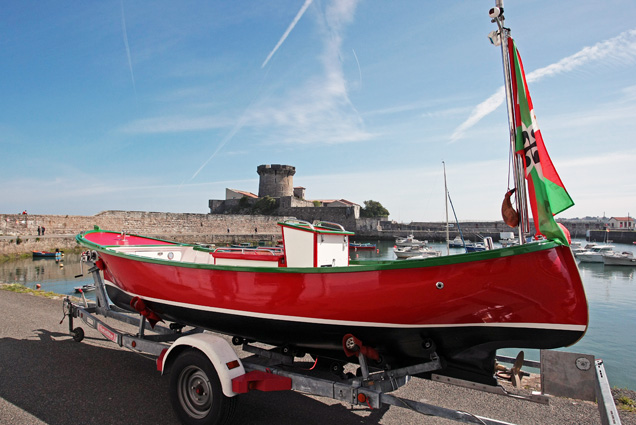
Chipironier tout neuf en bois, typique de la construction navale basque avec son étambot arrière inversé très prononcé construit par le charpentier de marine basque Otsoerroi Larrieu, photographié à Socoa le 24 mai 2023. La ressemblance de la coque avec les batteleku est évidente

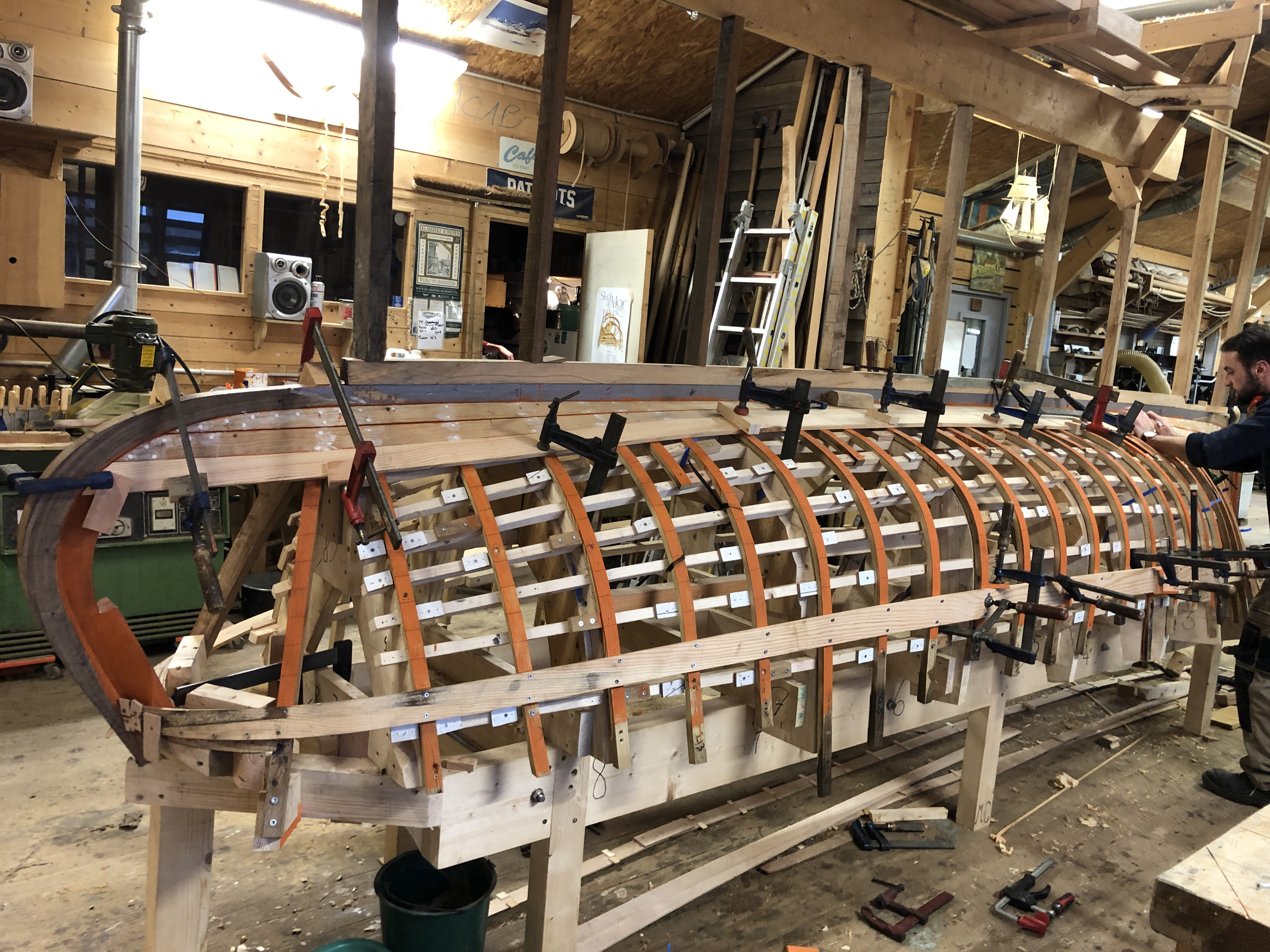
Batteleku en bois construit sur un manequin

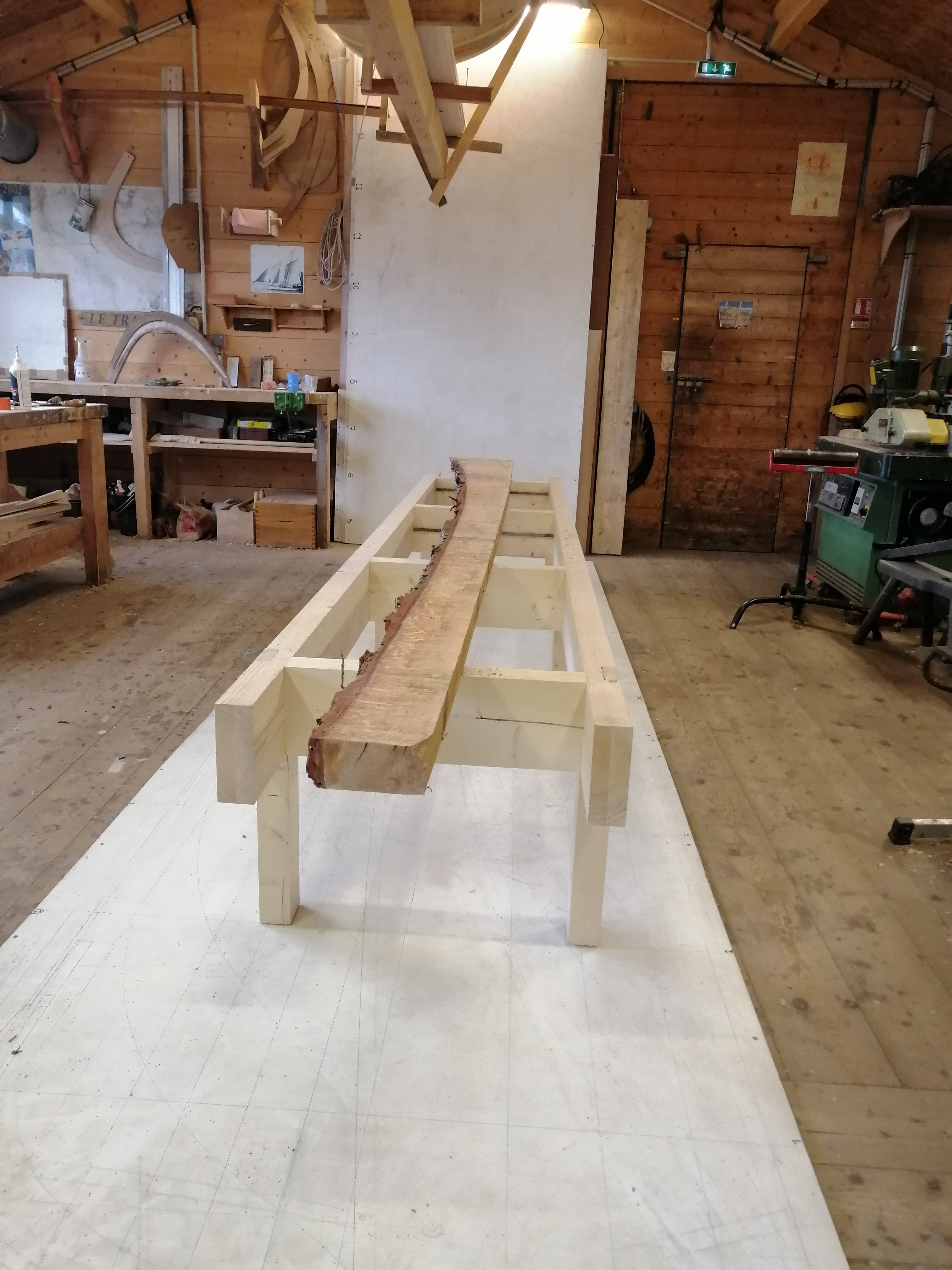
Quille en chêne d'un batteleku dont les fibres suivent les courbes exigées-2023

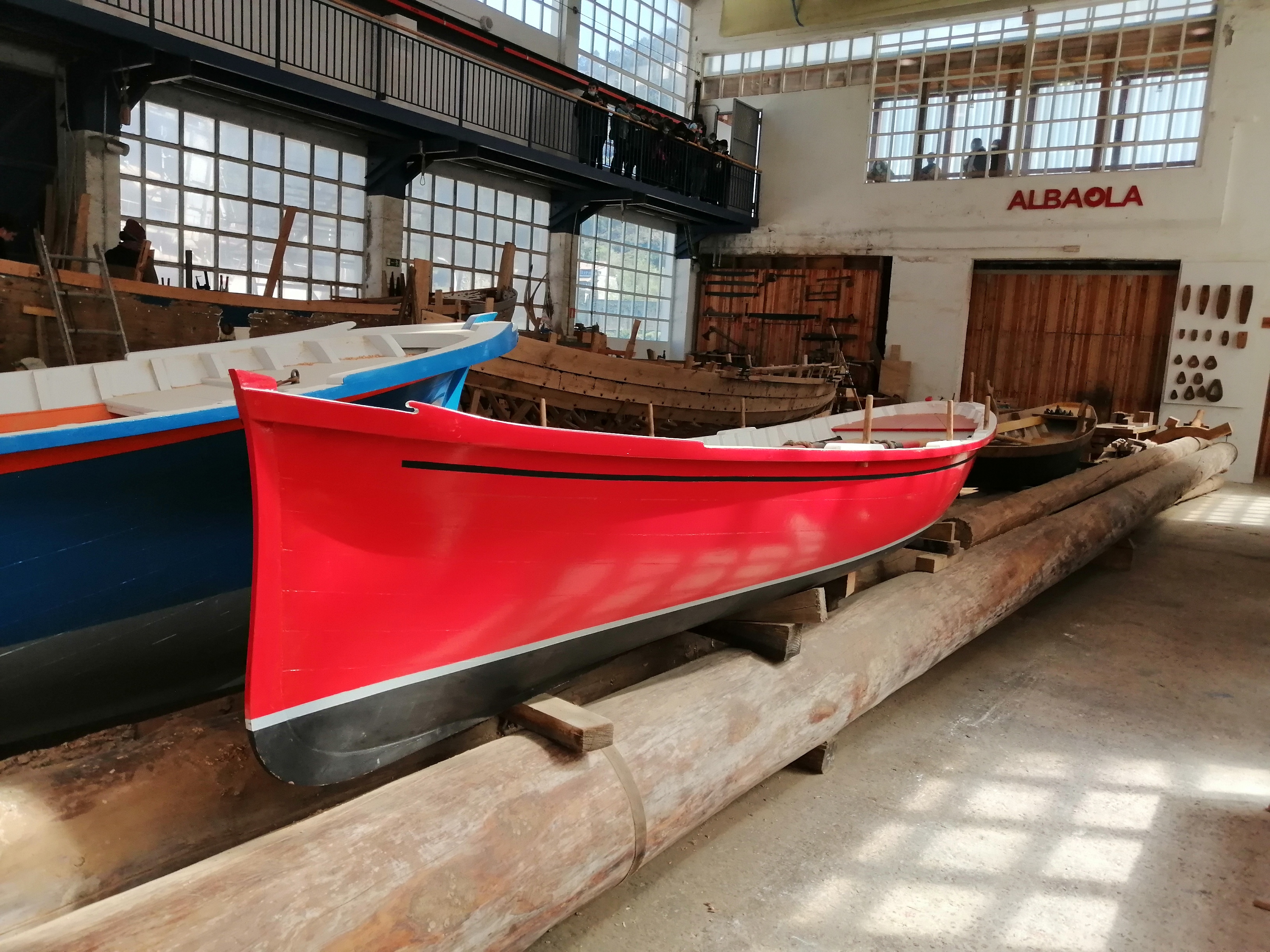
Batteleku en bois construit par l'association Albaola à la Factoria de Pasaia

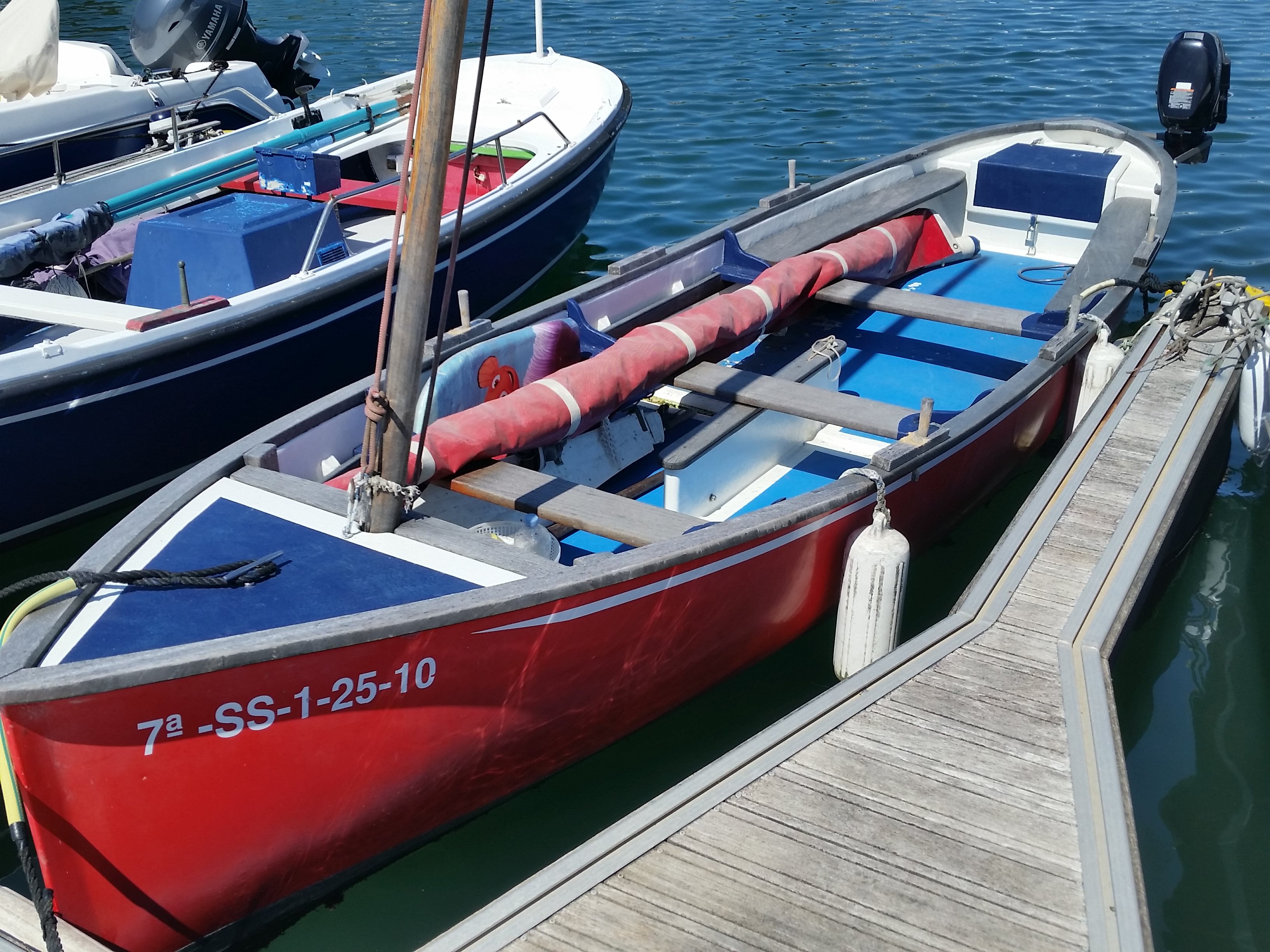
Batteleku en polyester muni d'un mât et d'une quille amovible-2023

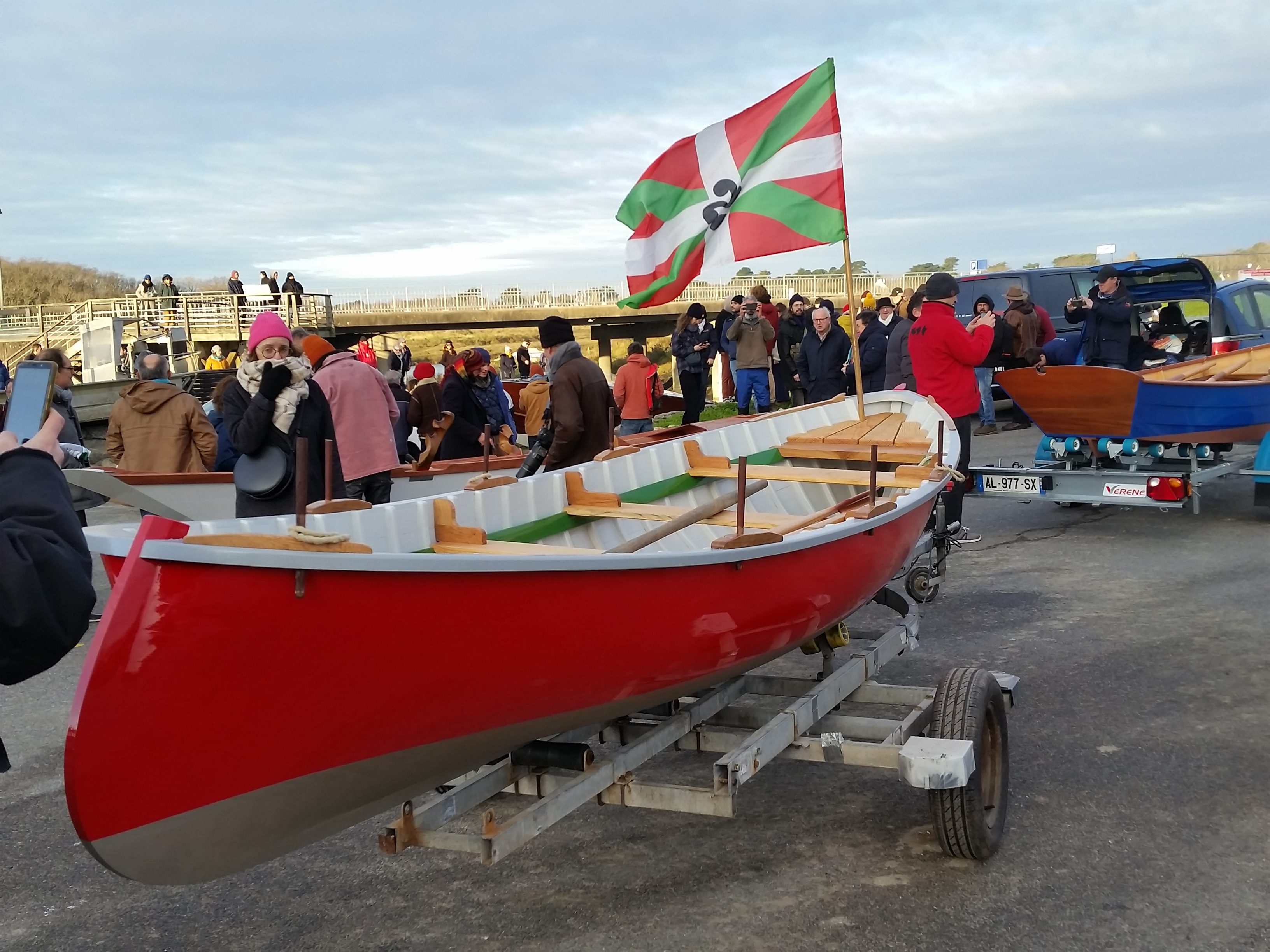
Batteleku en bois construit en 2023 par le charpentier de marine basque Otsoerroi Larrieu

Le batteleku ou batel ou traînière est la plus petite unité de pêche traditionnelle côtière du Pays basque. D'abord en bois, d'une longueur de 4,50 à 6 mètres, ses lignes sont caractéristiques de la longue tradition de construction navale basque. Le batteleku est surtout utilisé de nos jours dans une pratique sportive. L'équipage est composé d'un à trois hommes.

## Étymologie
L'origine du mot batteleku ou batteliku vient de batel qui en espagnol et en basque se traduit par canot.

## Historique
De petites embarcations de pêche existent depuis fort longtemps (les ordonnances de la confrérie de Bermeo de 1353), les battela sont mentionnées. Ce type de construction est attesté depuis au moins le XIIIe siècle. En effet, on peut voir aux Archives nationales à Paris l’empreinte en cire du sceau de la ville de San-Sébastien, apposée sur un document de l’an 1297.
Au XIXe et début du XXe siècle, le batteleku était une barque de pêche côtière manœuvrée à la voile et à l’aviron. Très utilisé pour la pêche aux chipirons (calamars), à l’anchois, au chinchar et au merlu, le batteleku est toujours présent dans les ports basques, surtout celui de Socoa à Ciboure. Actuellement, la pêche à bord de batteleku est rare et ne connaît plus l’importance qu’elle a eu au 19e siècle et au début du 20e siècle. Ce type d'embarcation abandonné au milieu du XXe siècle était prêt de disparaitre. À partir de la forme du batteleku, il fut construit au début du XXe siècle des petites barques de pêche motorisées appelées chipironiers ou "gazolin".

## Définition
La forme de sa coque peut être définie de la manière suivante : La proue est généralement droite, un peu saillante et très tulipée, les flancs légèrement frégatés, la poupe pincée, l'étambot inversé très prononcé, la tonture positive est relativement marquée. Les bordés sont très pincés. Une ferrure en acier (bande molle traditionnellement en bronze) de protection, est apposée tout le long sous la quille, de l'étrave à l'étambot.
Manœuvré à la voile et à l’aviron, ce type de propulsion a déterminé l'architecture particulière de ces bateaux de navigation côtière. Cette évolution architecturale a produit des bateaux aux formes longues, étroites, légères et à faible tirant d’eau, formes qui opposent peu de résistance à l'avancement.
Ces embarcations ont adopté le moteur au début du xxe siècle à partir de 1920 et sont devenues des chipironiers. Pour ce faire l'échantillonnage fut augmenté, la largeur agrandie et l'ajout d'une quille épaisse permit le passage de l'arbre d'hélice.
Les éléments de la forme de sa coque sont : La proue est généralement droite, un peu saillante et très tulipée, les flancs légèrement frégatés, la poupe pincée, l'étambot inversé très prononcé, la tonture positive est relativement marquée, les bordés sont très pincés. une profondeur de 60 à 70 centimètres.

## Renouveau
Jean-Pierre Laquèche, qui cherche un batteleku à la fin des années 70 et ne trouve que cinq "survivants" le long de la côte basque de l'Adour à Bermeo, dont deux à Saint-Jean-de-Luz. Un dans le port de Socoa abandonné et un autre à  Ciboure stratifié. Ce batteleku Ago Lo retrouvé dans la vase du port de Socoa fut construit à Socoa en 1948 au chantier naval Ortiz-Ordoqui. Conçu pour l’aviron en priorité, sa coque est d'une rare finesse. Les autres, en général construit pour la navigation à la voile, avaient une coque plus large. Restauré par Jean-Pierre Laquèche aidé par les frères Ordoqui, un moule précis en est tiré qui sert à en réaliser une petite série dès la fin des années 80 par le chantier Ordoqui et le chantier Marin. Ago Lo est le père de la lignée actuelle.
L'association Itsas Begia à Ciboure, l'association Eggurezkoa et le chantier Marin  également à Ciboure, l'association Albaola à Pasaia, ainsi que l'association Euskal Batel Eroak à Lekeitio, l'école charpente navale bretonne Skol ar Mor à Mesquer en ont reconstruit un très petit nombre en bois vers les années 2000.

## Renouveau sportif
Au début des années 1990 les premiers batteleku en résine s'affrontent en mer durant l’été. En 1992, Philippe Martiarena, Alexandre Dunoyer, Pascal Hariscain-Lafitte et Pettan Lacour décident de parcourir la côte d'Euzkadi à la rame. Pour ce faire, ils font construire un batteleku par le chantier Ordoqui de Socoa que Mikel Apaiza, curé des pêcheur, baptise Teink (mot basque crié quand un thon mord l’appât vivant) signifiant « tiens bon », « tire fort »). Ils rallieront à la rame les ports de Saint Jean de Luz à Bermeo. Lors des escales, ils rappellent aux basques rencontrés l'existence de cette belle embarcation. De retour à Socoa, l’association Ur Ikara est créée, pour organiser dès l’année suivante (1993) une course en plusieurs jours, le Trophée Teink.

## Trophée Teink
Organisé par l’association Ur Ikara, le Trophée Teink est une course en batteleku exclusivement à la rame sur six jours d'affilée entre juillet et début août avec une vingtaine d'équipages de trois personnes. Trait d’union entre les ports basques, cette course part de Bilbao et rallie Saint-Jean de Luz après plusieurs escales. Maintenant, chaque année les départs ont lieu alternativement du Pays Basque Sud Hegoalde et du Pays Basque Nord Iparralde. En 2024, les équipages parcourront une distance de près de 88 milles marins.

## Equipage
L'équipage d'un batteleku est de trois personnes : le barreur à la poupe qui regarde vers l'avant, et deux rameurs l'un derrière l'autre face à la poupe. Ils rament ensemble sur le même côté bâbord.

## Type de construction

### Construction en bois
Sa construction particulière en bois requiert un important savoir-faire qui rend sa construction en amateur extrêmement difficile. Elle est réalisée à partir d’une demi-coque et non de plans. La demi-coque est l’élément de base de la construction navale en bois du Pays Basque. Démontable, c’est à partir d’elle que sont reprises les lignes d’eau et l’ensemble des cotes du futur batteleku. Constituant le plan de l’embarcation, la demi-coque est réalisée en deux bois différents indiquant la ligne de flottaison.
La coque peut aussi être construite sur un mannequin, lui même construit à partir d'une demi-coque ou de plans.
Son poids, en bois ou en résine polyester autour de 200 kilogrames. Le batteleku est relativement lourd comparé à une traînière de 12m de long, mais d'un poids similaire : proche de 200Kg. L’évolution de leur construction en polyester va vers un allègement. Seule la construction en bois permet de donner à l'étambot une forme inversée très prononcé ce qui donne au batteleku en bois une élégance basque toute particulière.
Sa structure est composée d’un ensemble de bordées en pichpin (bois résineux sans nœud dont la dureté atteint presque celle du chêne) ou en pin du Nord, de varangues en acacias chauffées à la vapeur pour les ployer aisément et rivetées à chaud aux bordées et d'une quille en chêne. Les pièces en chêne sont choisies méticuleusement, de manière que leurs fibres suivent les courbes des pièces exigées. Une ferrure est parfois posée sous le long de la quille de l’étrave et de l’étambot.

### Construction en polyester
Élaboré à partir d’un ancien batteleku, un mannequin en bois est recouvert d’une cire puis d'un gelcoat et de couches de tissu polyester. Comme pour une construction en bois, les varangues sont mises en place, les toletières, les tolets puis les bancs. Souvent, une ferrure en acier (bande molle traditionnellement en bronze) de protection, est apposée tout le long sous la quille, de l'étrave à l'étambot. La fabrication de batteleku en résine est à la fois moins coûteuse, en argent, en temps et en entretien. Le moule fait, il permet la construction en série. Plus facile que la construction en bois, celle en résine est accessible car elle ne nécessite pas les savoir-faire de lecture de plans ou à leur réalisation à partir d’une demi-coque.
Mais la principale caractéristique de l'étambot inversé ne peut être reproduite sur un moule en polyester car la coque ne serait pas démoulable alors. Seule la construction en bois respecte cette forme très particulière de l'étambot inversé, typiquement basque
Cette construction en résine permet l'allègement de la coque. En effet, les premiers batteleku en polyester avaient le même poids qu'Ago Lo pris comme gabarit. Pour que le poids de la coque en résine soit le même que celle en bois, la stratification était doublée au fond, ce qui en augmente la stabilité. Du fait d'un usage maintenant toujours sportif donc manœuvré à l’aviron, l'allègement de l’embarcation est maintenant recherché.
Les batteleku actuels ne sont plus adaptés à un usage voile et aviron, ils n'ont plus de mât à part quelques uns qui peuvent encore porter une voile et comportent parfois un emplacement pour une dérive amovible  éventuelle. Ceux construits en bois peuvent être dirigés à la voile et à l’aviron et ont conservé leurs attributs d'antan. Avec les constructions en résine, une uniformisation des coques est visible car toutes issues d’un ou deux moules.

## Renaissance en 2024
Après la disparition quasi totale de la construction traditionnelle de batteleku en bois, un charpentier de marine basque en reconstruit un en 2024. Baptisé Euzkadi, d'une longueur de 5,20 mètres, il sera inauguré lors du trophée Teink en 2024.